# Нормандська Вікіпедія
Нормандська Вікіпедія (норм. Viqùipédie normaunde) — розділ Вікіпедії нормандською мовою. Створена у 2006 році. Нормандська Вікіпедія станом на 27 березня 2025 року містить 5031 статтю, 14 279 зареєстрованих користувачів, 17 активних дописувачів, 2 адміністраторів
. Загальна кількість сторінок в нормандській Вікіпедії — 10 639, редагувань — 220 747, мультимедійні файли відсутні
. Глибина (рівень розвитку мовного розділу) нормандської Вікіпедії мала і становить 25.8 пунктів
. 

## Історія
- Листопад 2006 — створена 2 000-на стаття[3].